# Nyomi Banxxx
Nyomi Banxxx (născută Amanda Dee pe 10 februarie 1972 în Chicago, Illinois) este o actriță porno americană. Ea este cunoscută sub nume diferite ca Nyomi, Naomi Bankxx, Nyaomi Banxxx, Naomi Knoxxx, Naomi Banxxx, Naomi Banks și Naomi.

## Premii și nominalizări
| An   | Premiu         | Nominalizare                            | Film                                    | Rezultat     |
| ---- | -------------- | --------------------------------------- | --------------------------------------- | ------------ |
| 2007 | AVN Award      | Best Oral Sex Scene                     | Manhunters                              | Nominalizare |
| 2009 | Urban X Awards | Best MILF Performer                     | N/A                                     | Câștigat     |
| 2010 | AVN Award      | Best Original Song (Goin' on In)        | The Jeffersons: A XXX Parody            | Nominalizare |
| 2011 | XRCO Award     | Unsung Siren                            | N/A                                     | Nominalizare |
| 2011 | XBIZ Award     | Acting Performance of the Year (Female) | Official Friday Parody                  | Nominalizare |
| 2011 | AVN Award      | Best Actress                            | Fatally Obsessed                        | Nominalizare |
| 2011 | AVN Award      | Unsung Starlet of the Year              | N/A                                     | Nominalizare |
| 2011 | AVN Award      | Best Oral Sex Scene                     | Throat Injection 3                      | Nominalizare |
| 2011 | Urban X Awards | Female Performer of the Year            | N/A                                     | Câștigat     |
| 2011 | Urban X Awards | Best Anal Sex Scene                     | Dynamic Booty 5                         | Câștigat     |
| 2013 | XBIZ Award     | Best Actress—Parody Release             | Training Day: A Pleasure Dynasty Parody | Nominalizare |